# Eupithecia alpinata
Eupithecia alpinata är en fjärilsart som beskrevs av Samuel E. Cassino 1927. Eupithecia alpinata ingår i släktet Eupithecia och familjen mätare. Inga underarter finns listade i Catalogue of Life.